# 哈伊姆城

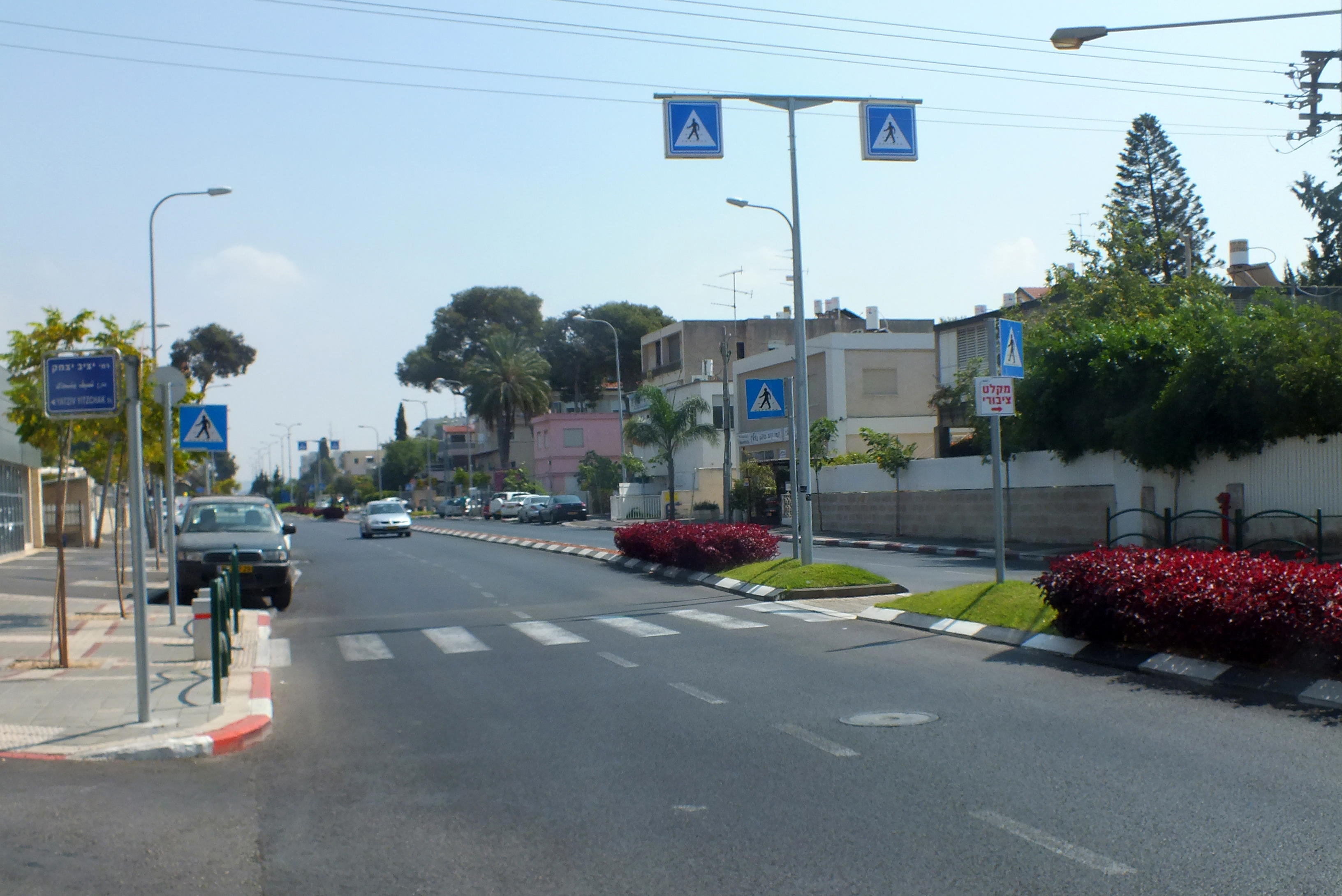
哈伊姆城，2013

哈伊姆城（希伯來語：‎）是以色列海法市北郊城镇，滨临地中海。总人口4万人（2003年）。哈伊姆城得名于犹太复国主义者哈伊姆·阿尔洛索罗夫。

## 历史
哈伊姆城建于1933年，即阿尔洛索洛夫遇害的同年。

## 交通
境内有哈伊姆城火车站。

## 著名人物
- 摩西·亚阿隆，以色列国防部长。